# Marie-Béatrice de Savoie (1943)
Pour les articles homonymes, voir Marie-Béatrice de Savoie (homonymie).
Marie-Béatrice de Savoie (en italien : Maria Beatrice Elena Margherita Ludovica Caterina Romana di Savoia), née le 2 février 1943 au palais du Quirinal, à Rome, est la fille cadette du roi Humbert II d'Italie et de Marie-José de Belgique. Elle est membre de la maison de Savoie.

## Biographie
Marie-Béatrice de Savoie, dernier enfant du prince et de la princesse de Piémont, est née au palais du Quirinal à Rome, le 2 février 1943, alors que l'Italie est engagée dans la Seconde Guerre mondiale. Elle est baptisée en la chapelle paoline du palais du Quirinal, à la lueur des chandelles car des restrictions de consommation de l'électricité sont requises. Elle est la filleule d'Adalbert de Savoie-Gênes, duc de Gênes et de la princesse Hélène d'Orléans, duchesse consort de Savoie-Aoste,,. 
Ses parents, mariés depuis 1930, sont malheureux ensemble, comme sa mère l'avoue dans une interview bien des années plus tard : « On n'a jamais été heureux ». Parents de trois autres enfants : Maria-Pia (1934), Victor-Emmanuel (1937-2024), Marie-Gabrielle (1940), Humbert et son épouse Marie-José se séparent après l'abolition de la monarchie italienne par plébiscite le 2 juin 1946. 
Exilée à partir de 1946, la famille se réunit brièvement au Portugal. Tandis que leur frère rejoint sa mère établie en Suisse dès 1947, Marie-Béatrice et ses deux sœurs demeurent au Portugal où elles sont élevées par des gouvernantes, des professeurs et des serviteurs, rencontrant leur père lors d'un déjeuner hebdomadaire. En 1963, Maria-Pia s'établit à Oxford avec l'intention d'y faire des études, avant de s'installer avec une amie dans un appartement à Paris,.

## Mariage et postérité
La princesse Marie-Beatrice tente d'épouser l'acteur italien Maurizio Arena en 1967, mais en est empêchée par sa famille, qui dépose une plainte affirmant qu'elle est mentalement inapte à se marier. Le procès est abandonné au début de 1968 lorsque leur relation prend fin.
Le 1er avril 1970 à Ciudad Juarez, au Mexique, Marie-Béatrice épouse Luis Rafael Reyna Corvalán y Dillon (né le 18 avril 1939 à Córdoba, en Argentine, et mort le 17 février 1999 à Cuernavaca, au Mexique), diplomate et professeur de droit, fils de Cesar Augusto Reyna-Corvalán et d'Amalia Maria Dillon Calvo, de nationalité argentine. Ils se marient également lors d'une cérémonie religieuse en janvier 1971 à Córdoba, en Argentine. Ils se séparent en 1995 et divorcent en 1998.
Marie-Béatrice donne naissance à trois enfants, :
- Rafael Humberto Lupo Corvalán-Reyna y de Saboya (né le 21 septembre 1970 à Mexico et mort le 29 avril 1994 à Boston, dans le Massachusetts), engagé dans une relation avec Margaret Beatty Tyler (née en 1966), avec qui il aurait eu une fille posthume :
  - Uriel Tyler, née le 16 novembre 1994 à Boston.
- Patrizio Corvalán-Reyna y de Saboya (1971-1971), mort peu de temps après sa naissance.
- Azaea Beatrice Corvalán-Reyna y de Saboya (née le 11 novembre 1973 à New York, aux États-Unis), qui épouse Arturo Pando y Mundet (né en 1973) en 1996 au Mexique, divorcés en 1998. Parents d'une fille :
  - Marie José Pando y Corvalán-Reyna, née le 23 juillet 1996 à Mexico.

Pendant quelque temps, de 1991 à 1996, sa mère Marie-José vit avec elle et ses enfants à la Villa Lupo à Cuernavaca, au Mexique, avant de retourner à Genève où la reine Marie-José meurt en 2001. Rafael, son fils aîné, meurt à l'âge de 23 ans, le 29 avril 1994 à Boston, dans le Massachusetts, en tombant de la terrasse de l'immeuble où il habitait. Son ex-mari, Luis Rafael Reyna Corvalán, est assassiné le 17 février 1999 à Cuernavaca, au Mexique. La princesse n'assiste pas à ses funérailles.

## Titulature
- 2 février 1943 - 1er avril 1970 : Son Altesse Royale la princesse Marie-Béatrice de Savoie (naissance) ;
- Depuis 1998 : Son Altesse Royale la princesse Marie-Béatrice de Savoie.

## Honneurs
Marie-Béatrice de Savoie a reçu l'ordre suivant :
- Dame grand-croix de l'ordre des Saints-Maurice-et-Lazare.

## Ascendance
|  |                                       |  |  |  |  |  |  |  |  |  |  |  |  |
|  | 8. Humbert Ier                        |  |  |  |  |  |  |  |  |  |  |  |  |
|  |                                       |  |  |  |  |  |  |  |  |  |  |  |  |
|  |                                       |  |  |  |  |  |  |  |  |  |  |  |  |
|  | 4. Victor-Emmanuel III                |  |  |  |  |  |  |  |  |  |  |  |  |
|  |                                       |  |  |  |  |  |  |  |  |  |  |  |  |
|  |                                       |  |  |  |  |  |  |  |  |  |  |  |  |
|  | 9. Marguerite de Savoie               |  |  |  |  |  |  |  |  |  |  |  |  |
|  |                                       |  |  |  |  |  |  |  |  |  |  |  |  |
|  |                                       |  |  |  |  |  |  |  |  |  |  |  |  |
|  | 2. Humbert II d'Italie                |  |  |  |  |  |  |  |  |  |  |  |  |
|  |                                       |  |  |  |  |  |  |  |  |  |  |  |  |
|  |                                       |  |  |  |  |  |  |  |  |  |  |  |  |
|  | 10. Nicolas Ier de Monténégro         |  |  |  |  |  |  |  |  |  |  |  |  |
|  |                                       |  |  |  |  |  |  |  |  |  |  |  |  |
|  |                                       |  |  |  |  |  |  |  |  |  |  |  |  |
|  | 5. Hélène de Monténégro               |  |  |  |  |  |  |  |  |  |  |  |  |
|  |                                       |  |  |  |  |  |  |  |  |  |  |  |  |
|  |                                       |  |  |  |  |  |  |  |  |  |  |  |  |
|  | 11. Milena Vukotić                    |  |  |  |  |  |  |  |  |  |  |  |  |
|  |                                       |  |  |  |  |  |  |  |  |  |  |  |  |
|  |                                       |  |  |  |  |  |  |  |  |  |  |  |  |
|  | 1. Marie-Béatrice de Savoie           |  |  |  |  |  |  |  |  |  |  |  |  |
|  |                                       |  |  |  |  |  |  |  |  |  |  |  |  |
|  |                                       |  |  |  |  |  |  |  |  |  |  |  |  |
|  | 12. Philippe de Belgique              |  |  |  |  |  |  |  |  |  |  |  |  |
|  |                                       |  |  |  |  |  |  |  |  |  |  |  |  |
|  |                                       |  |  |  |  |  |  |  |  |  |  |  |  |
|  | 6. Albert Ier de Belgique             |  |  |  |  |  |  |  |  |  |  |  |  |
|  |                                       |  |  |  |  |  |  |  |  |  |  |  |  |
|  |                                       |  |  |  |  |  |  |  |  |  |  |  |  |
|  | 13. Marie de Hohenzollern-Sigmaringen |  |  |  |  |  |  |  |  |  |  |  |  |
|  |                                       |  |  |  |  |  |  |  |  |  |  |  |  |
|  |                                       |  |  |  |  |  |  |  |  |  |  |  |  |
|  | 3. Marie-José de Belgique             |  |  |  |  |  |  |  |  |  |  |  |  |
|  |                                       |  |  |  |  |  |  |  |  |  |  |  |  |
|  |                                       |  |  |  |  |  |  |  |  |  |  |  |  |
|  | 14. Charles-Théodore en Bavière       |  |  |  |  |  |  |  |  |  |  |  |  |
|  |                                       |  |  |  |  |  |  |  |  |  |  |  |  |
|  |                                       |  |  |  |  |  |  |  |  |  |  |  |  |
|  | 7. Élisabeth en Bavière (1876-1965)   |  |  |  |  |  |  |  |  |  |  |  |  |
|  |                                       |  |  |  |  |  |  |  |  |  |  |  |  |
|  |                                       |  |  |  |  |  |  |  |  |  |  |  |  |
|  | 15. Marie-Josèphe de Portugal         |  |  |  |  |  |  |  |  |  |  |  |  |
|  |                                       |  |  |  |  |  |  |  |  |  |  |  |  |
|  |                                       |  |  |  |  |  |  |  |  |  |  |  |  |